# Открытое письмо (жанр публичных выступлений)

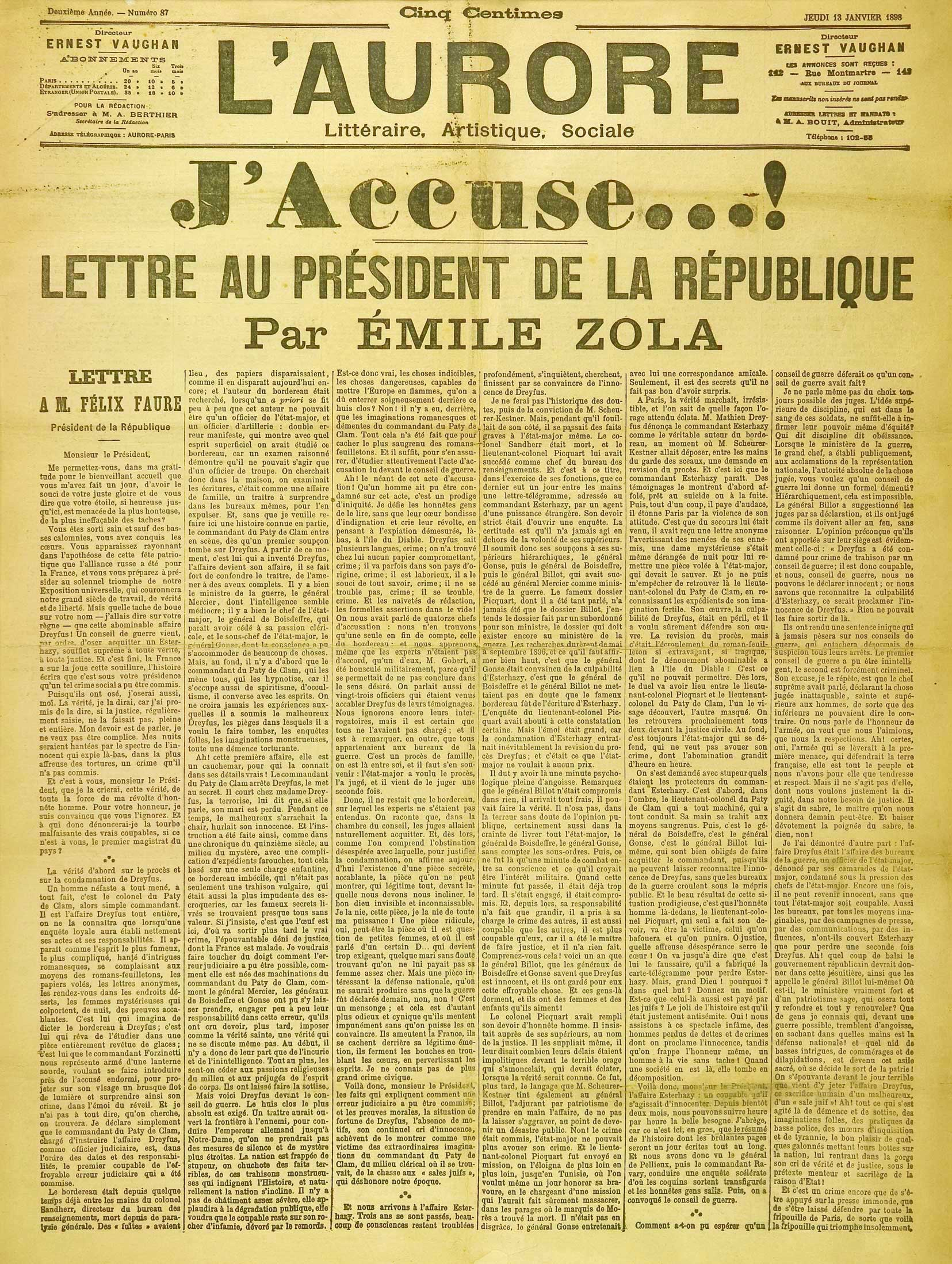
«Я обвиняю» Эмиля Золя в газете, 1898 год.

Открытое письмо (Публичное письмо) — специфический жанр публичных выступлений, письмо в прессе, получивший широкое распространение в XX веке.
Открытое (публичное) письмо по содержанию обычно представляет собой обращение к обладающему властью лицу или группе лиц с требованием, просьбой, сообщением фактов или мнения подписантов по некоторому общественно-значимому вопросу, либо обращение к широкой публике с целью привлечь внимание общества к определённому вопросу.
Открытые (публичные) письма, как правило, публикуются в общедоступных печатных СМИ с подписями отдельных участников или групп, в которых они объединены. 
Открытое письмо — когда люди пишут друг другу публичные письма через социальные сети, блоги и интернет-форумы.
Открытое письмо — ранее первоначальное название открытки.

## Назначение
Как правило, с открытыми (публичными) письмами выступают группы подписантов, не обладающие формальными полномочиями и/или технической возможностью повлиять на некие общественные процессы или публично значимые, по их мнению, ситуации, которые их волнуют. Публичное (открытое) письмо оказывается, в такой ситуации, способом прямо «усовестить» лиц, принимающих решение, к которым оно обращено, косвенно повлиять на их решение, сформировав соответствующее общественное мнение.
С другой стороны, написание и публикация открытых (публичных) писем может инициироваться властями, чтобы создать видимость общественной поддержки каких-либо собственных решений. В таких случаях направление воздействия письма меняется на противоположное: оно превращается из средства давления общества на государство в форму государственной пропаганды.
- «В долгу перед хоккеем...» — письмо хоккеиста И. Ларионова старшему тренеру сборной команды СССР по хоккею и команды ЦСКА В. Тихонову (опубликовано в октябрьском номере журнала «Огонек» за 1988 год) об обстановке в сборной команде, деспотическом стиле руководства, солдафонстве, кризисе идей, маленьком и тихом культе личности, который насаждался в отечественном хоккее[1].
- «Кощунство» — письмо редакторам журналов «Юность» А. Дементьеву и «Огонек» В. Коротичу в связи с публикацией первой части романа-анекдота  В. Войновича «Жизнь и необычайные приключения солдата Ивана Чонкина», написанное 25 февраля 1989 года членами совета клуба «Золотая звезда» (г. Одесса).[2]
- Письмо тринадцати — воззвание, подписанное тринадцатью крупнейшими российскими предпринимателями, содержащее крайнюю озабоченность судьбой России как исторически сложившегося союза проживающих в ней народов.
- Письмо трёхсот — письмо группы советских учёных, направленное 11 октября 1955 года в Президиум ЦК КПСС с критикой Т. Д. Лысенко и лысенковщины,
- Письмо двадцати пяти деятелей советской науки, литературы и искусства Л. И. Брежневу против реабилитации И. В. Сталина — написано 14 февраля 1966 года в адрес Л. И. Брежнева о недопустимости частичной или косвенной реабилитации Сталина и о необходимости предания гласности фактов совершённых им преступлений.
- Письмо-протест 139, Киевское письмо — общественное письмо на имя Леонида Брежнева, Алексея Косыгина и Николая Подгорного с требованием прекратить практику противозаконных политических судебных процессов в УССР.
- Открытое письмо к мировой общественности — публичное обращение к мировой общественности за подписью 133 правозащитников, учёных и общественных деятеля Европы, Канады и США в связи с антиармянскими погромами и блокадой в Азербайджанской ССР в 1990 году.
- Письмо четырнадцати — открытое письмо футболистов сборной России 1993 года.
- Письмо 42 — обращение группы известных литераторов к гражданам, правительству и президенту России по поводу событий 21 сентября — 4 октября 1993 года, с требованием о принятии жёстких запретительных мер в отношении коммунистической и националистической деятельности и пропаганды.
- Письмо пятидесяти — обращение деятелей культуры, науки, представителей общественности в связи с приговором, вынесенным бывшим руководителям НК «ЮКОС».
- Письмо 10 академиков — «Политика РПЦ МП: консолидация или развал страны?» — открытое письмо академиков РАН по поводу клерикализации общества и системы образования России.
- Письмо Виктора Черкесова с призывом остановить конфликт внутри «чекистского сообщества».
- Письмо группы деятелей культуры (Зураб Церетели, Никита Михалков и др.) с призывом к В. В. Путину остаться на третий срок. Это письмо породило поток контрписем с противоположным требованием.
- Письмо группы деятелей культуры президенту Российской Федерации Дмитрию Медведеву с призывом блокировать предлагаемые изменения в законодательстве, которые разрешают оцифровку книг для электронных библиотек без согласия авторов и выплаты авторских вознаграждений[3].
- Письмо пятидесяти пяти — опубликованное 3 марта 2011 года в Интернете обращение 55 деятелей культуры, науки и шоу-бизнеса, осуждающее «информационный подрыв доверия к судебной системе Российской Федерации».
- Письмо жителей города Александрова Владимирской области к Президенту Российской Федерации В. В. Путину с просьбой придания городу статуса «округ» и восстановления местного самоуправления[4].